# Хіропрактика

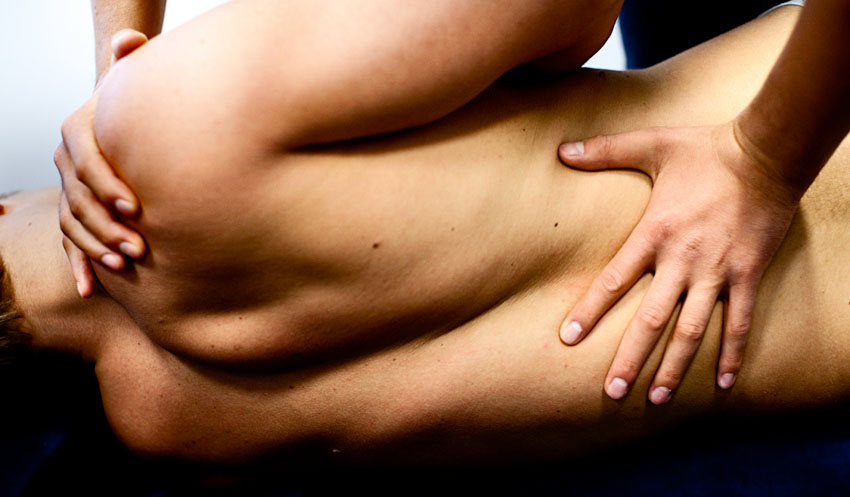
Мануальний терапевт виконує корекцію хребта

Хіропра́ктика (від дав.-гр. χείρ — «рука») — форма альтернативної медицини, що займається діагностикою, лікуванням і профілактикою розладів опорно-рухового апарату, особливо хребта. Заснована на кількох псевдонаукових ідеях.
Багато мануальних терапевтів (неформально відомі як хіропрактики), особливо ті, хто стояв у витоків цієї галузі, припускали, що механічні порушення суглобів, особливо хребта, впливають на загальний стан здоров'я, і що регулярні маніпуляції з хребтом (корекція хребта) покращують загальний стан здоров'я. Основна методика лікування хіропрактики включає мануальну терапію, особливо маніпуляції з хребтом, іншими суглобами та м'якими тканинами, але може також включати вправи та консультування з питань здоров'я та способу життя. Хіропрактик може мати ступінь доктора хіропрактики та називатися «лікарем», але не є доктором медицини або доктором остеопатичної медицини. Хоча багато хіропрактиків вважають себе постачальниками первинної медичної допомоги, клінічна підготовка хіропрактиків не відповідає вимогам для цієї кваліфікації.
Клінічні дослідження методів лікування, що застосовуються мануальними терапевтами, не виявили жодних доказів ефективності хіропрактики, за винятком, можливо, лікування болю в спині. Критична оцінка 45 систематичних оглядів 2011 року дійшла висновку, що дані «не змогли переконливо продемонструвати, що маніпуляції з хребтом є ефективним втручанням при будь-якому захворюванні». Маніпуляції з хребтом можуть бути економічно ефективними при негострому або хронічному болю в попереку, але результати для гострого болю в попереку були незадовільними. Не існує переконливих доказів того, що профілактична хіропрактика належним чином запобігає виникненню симптомів або захворювань.

## Див також
- Список псевдонаукових тем